# Ozarks

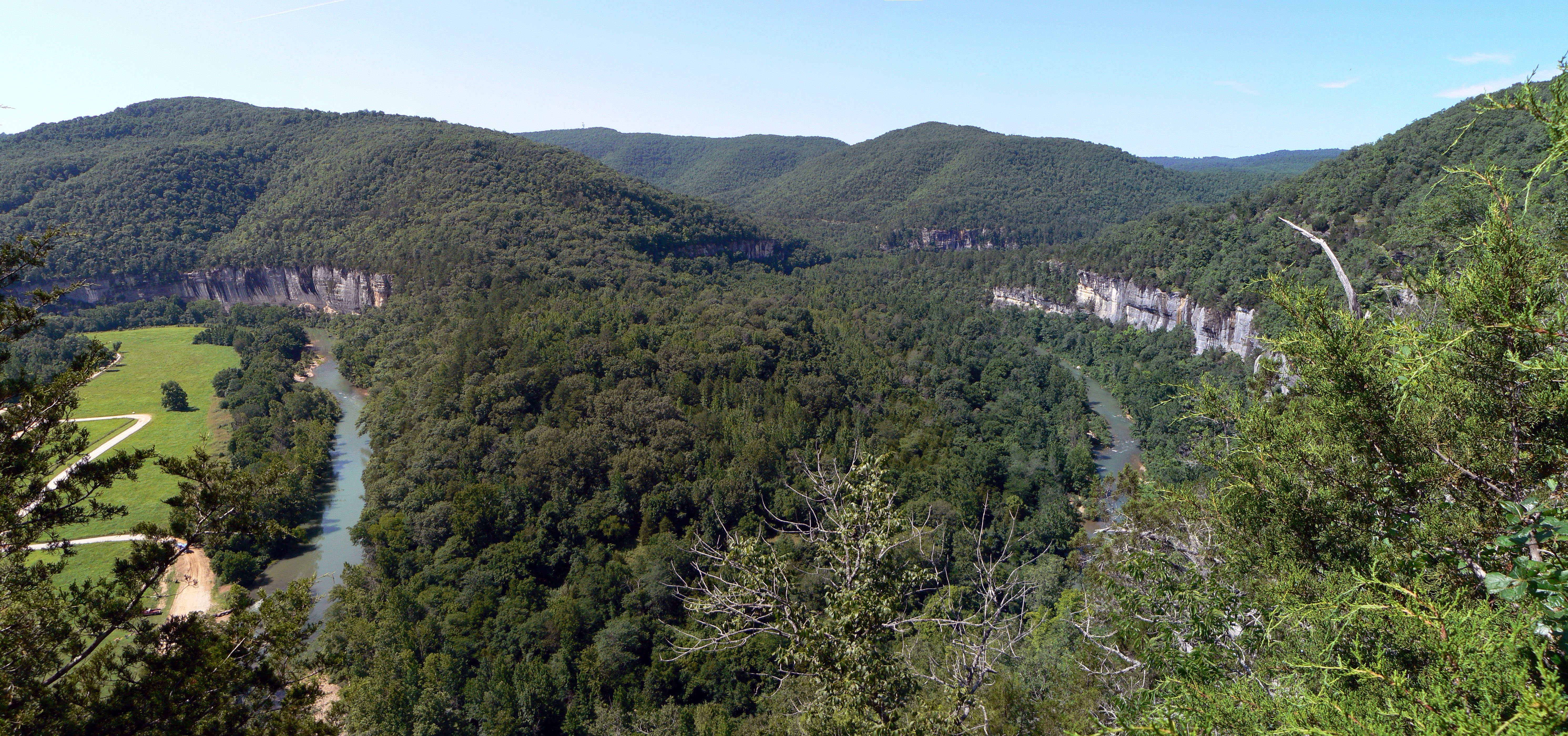
Zicht op de Ozarks vanaf de Buffalo National River, Newton County

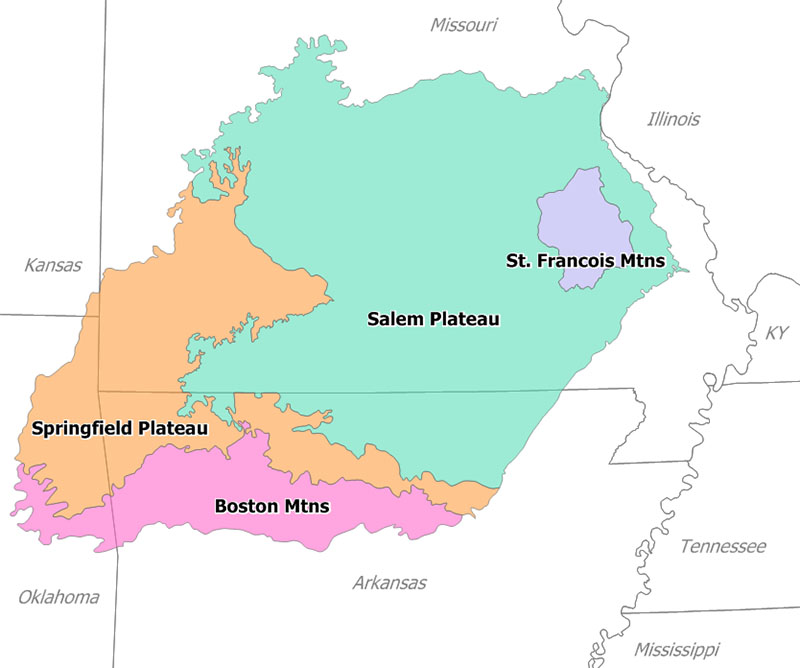
Fysiografische indeling van de Ozarks

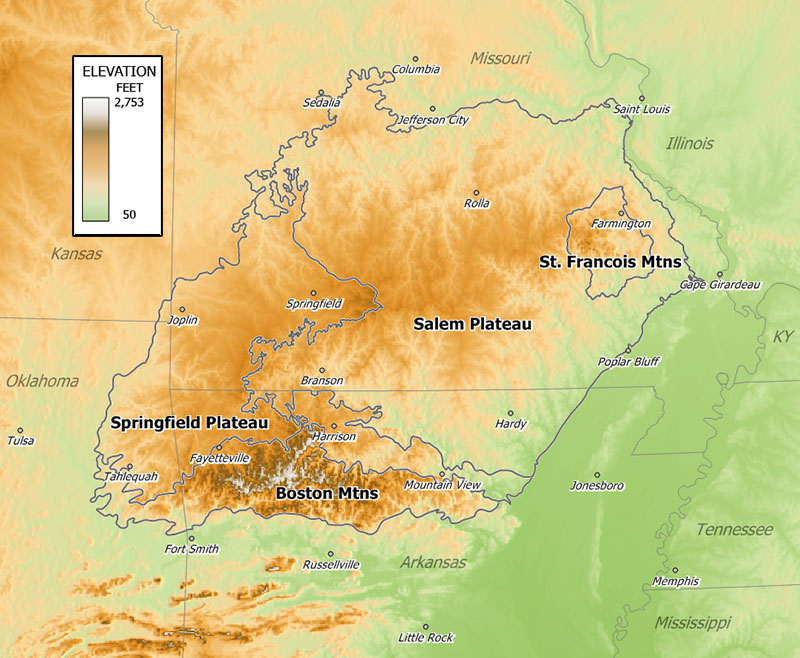
Hoogtekaart van de Ozarks

De Ozarks, ook wel het Ozarkplateau of Ozarkgebergte genoemd (Engels: Ozark Mountains), is een fysisch-geografische en culturele regio in het midden van de Verenigde Staten. De Ozarks strekken zich uit over een aanzienlijk deel van Noord-Arkansas en Zuid-Missouri, terwijl een kleiner deel van de Ozarks tot aan Noordoost-Oklahoma en Zuidoost-Kansas reikt.
In de Ozarks komt de Geomys bursarius ozarkensis voor, een ondersoort van de gewone goffer.

## Naamsherkomst
Over de herkomst van de naam bestaan meerdere verklaringen.
Ozarks is waarschijnlijk gevormd uit de Engelse uitspraak van de Franse uitdrukking Aux Arks (van/in Arkansas). Deze zinswending had oorspronkelijk betrekking op de handelspost bij Arkansas Post die zich in het beboste laagland van de Arkansas-delta bevond, boven de monding van de White River in de Mississippi.
Een andere mogelijke afleiding is aux arcs (bij de bogen), een verwijzing naar de door erosie ontstane natuurlijke bruggen die rond de Ozarks veel voorkomen.
Bovendien is er een theorie die stelt dat de naam Ozarks voorkomt uit de aanduiding aux arcs als afkorting van aux arcs-en-ciel (bij de regenbogen). Regenbogen zijn in dit berggebied regelmatig zichtbaar.
Aanvankelijk werd het woord Ozark vooral gebruikt als bepalend woord, bijvoorbeeld in Ozarkplateau of Ozark Mountains. In de 20e eeuw prefereerde de journalistieke en toeristische sector een bondiger term, waardoor ´Ozarks´ als zelfstandig naamwoord gemeengoed werd.

## Geografie

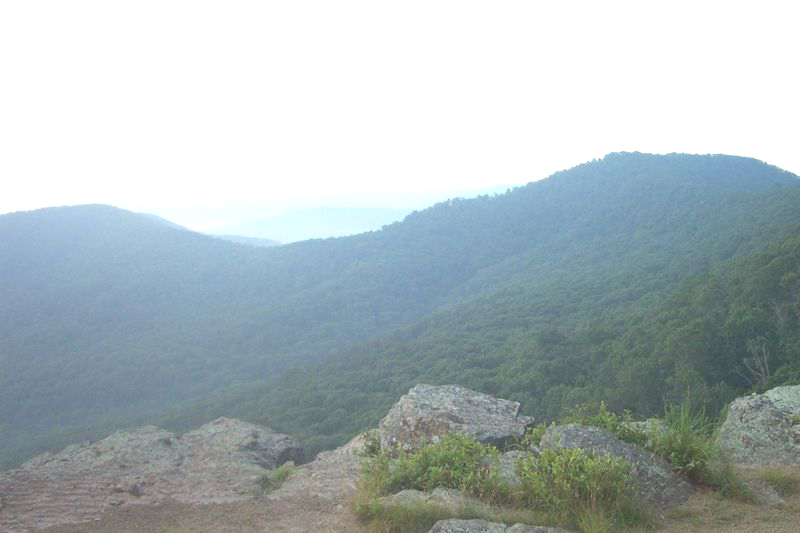
De Boston Mountains in de Ozarks in Arkansas

De Ozarks bestaan uit vier fysisch-geografische regio´s, namelijk de Boston Mountains in Arkansas, de St. Francois Mountains in Missouri, het Springfieldplateau en het Salemplateau.
Hoewel vaak als gebergte aangeduid is het gebied feitelijk een hooggelegen plateau. Het hoogste punt van de Ozarks is Buffalo Lookout (781 meter), gelegen in de Boston Mountains. Het Ozarkplateau beslaat een oppervlakte van 122.000 km² en is daarmee het grootste berggebied tussen de Appalachen en de Rocky Mountains.
Grotere woonplaatsen op het Ozarkplateau zijn Fayetteville en Springfield.

## Culturele identiteit
De Ozarks is niet alleen een landschappelijke regio, maar kent ook een onderscheidende cultuur, architectuur en dialect. De vroegste kolonisten in Missouri waren Amerikanen uit de Zuidelijke Appalachen die zich begin 19e eeuw in de regio vestigden, gevolgd door Ierse en Duitse immigranten die tussen 1840 en 1860 arriveerden. Een hoog aandeel van de bevolking van de Ozarks is van Duitse of Schots-Ierse afkomst, al dan niet vermengd met Indiaanse voorouders.

## Media
De Netflix-serie Ozark speelt zich af op het Ozarkplateau.